# Gilmar Silva Santos
Gilmar Silva Santos (Ubatã, 9 maart 1984) is een Braziliaans voetballer.